# سوپر جام اروپا ۱۹۷۵
فینال سوپر جام اروپا ۱۹۷۵، رقابت پایانی سوپر جام اروپا است که مابین دو تیم باشگاه فوتبال دینامو کی‌یف و بایرن مونیخ برگزار شده‌است.
این مسابقه که در تاریخ‌های ۹ سپتامبر ۱۹۷۵ و ۶ اکتبر ۱۹۷۵ انجام شده‌است در مجموع با نتیجه ۳ بر ۰ به سود باشگاه فوتبال دینامو کی‌یف به پایان رسید.